# Bandai Digi Casse
La Digi Casse (デジカセ Dejikase?)  fue una Videoconsola portátil desarrollada por Bandai y distribuida en Japón en 1984  y en Europa en 1986    forma parte de la segunda generación de consolas de videojuegos . Se conoce de la existencia de 10 juegos para el sistema.

## Juegos
Cada consola incluía  2 juegos en la caja.  En Japón hubo dos versiones del paquete a la venta , A y B.  Europa tuvo varias versiones del paquete a la venta  y se lanzaron seis juegos.

### Paquete A
- Express home delivery (宅急便 Takkyūbin?)[4]
- City Turbo Race (シティターボレース Shititāborēsu?)[4]

### Paquete B
- Hageransu (ハゲランス Hageransu?)[4][5]
- Mt. Fuji explosion (富士山大爆発 Fujiyama daibakuhatsu?)[4][5]

### Lanzamiento europeo
- Pelican
- Penguin[4]
- Soccer[6]
- Tennis[6]
- Submarine[4]
- Frog & Insects[4]

## Hardware
Cada cartucho incluía una  pantalla LCD . 
El sistema utilizaba de una a 2 pilas de formato de  botón tipo LR44 varia según el modelo.   